# Fuzûlî

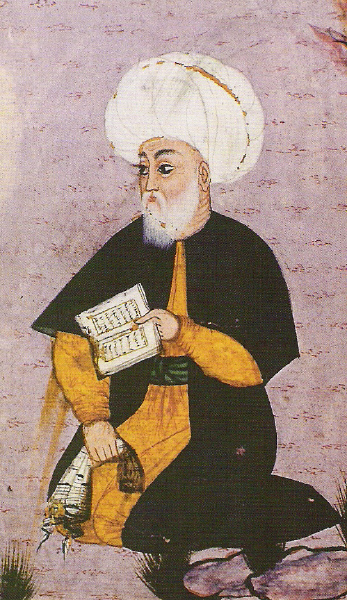
Fuzûlî (1483?–1556)

Fużūlī (فضولی) was de schrijversnaam van de dichter Mohammed bin Suleyman (محمد بن سليمان) (c. 1483 – 1556). Hij wordt vaak gezien als een van de grootste schrijvers van de Dîvân-traditie van de Turkse literatuur. Fuzûlî schreef zijn verzamelde gedichten in drie verschillende talen: Azerbeidzjaans, Perzisch en Arabisch. Hoewel zijn Turkse werken geschreven zijn in het Azerbeidzjaans, was hij wel onderwezen in het Osmaans en in de Turkse literaire tradities. Fuzûlî wordt gezien als een van de 7 Mystieke Dichters (Turks: Yedi Ulu Ozan) binnen het Alevitisme. Hij was ook goed op de hoogte van wiskunde en astronomie.

## Biografie
Fuzûlî zou volgens de meeste bronnen geboren zijn rond 1483 in het gebied dat tegenwoordig Irak is. Deze regio behoorde destijds tot het Rijk der Witte Schapen. Hij werd vermoedelijk geboren in Karbalā’ of an-Najaf. Zijn familie behoorde tot de Bayat stam, een van de Turkse Oguzstammen. Hoewel zijn voorouders nomaden waren, had Fuzûlî's familie zich rond zijn geboorte reeds gevestigd in een dorp.
Fuzûlî leek een goede opleiding te hebben gehad; eerst door zijn vader, die een moefti was in de stad Al Hillah— en daarna door een leraar genaamd Rahmetullah. Gedurende deze periode leerde hij Arabisch en Perzisch spreken. Fuzûlî toonde al op jonge leeftijd interesse in poëzie. Ergens rond zijn 20e schreef hij de belangrijke mesnevî getiteld Beng ü Bâde (بنگ و باده; "Hasjiesj en Wijn"), waarin hij de Ottomaanse sultan Bayezid II vergeleek met hasjiesj en de Safawidische sjah Ismail I met wijn, dit ten gunste van Ismail.
Een van de weinige dingen die verder bekend is over Fuzûlî’s leven gedurende deze tijd was hoe hij aan zijn schrijversnaam kwam. In de introductie van zijn verzamelde Perzische gedichten schreef hij dat hij geregeld een andere naam aannam voor zijn werk, en deze veranderde zodra hij iemand ontmoette die ook zo heette. Uiteindelijk besloot hij het Arabische woord fuzûlî— wat letterlijk vertaald “ondeugdelijk, onnodig” betekent, aan te nemen daar hij wist dat deze naam onacceptabel zou zijn voor iemand anders.
In 1534 veroverde de Ottomaanse sultan Süleyman I de regio rond Bagdad, waar Fuzûlî woonde. Dit gaf Fuzûlî de mogelijkheid om een hofdichter te worden onder het Ottomaanse patronage-systeem. Hiervoor schreef hij een aantal kasîdes, of panegyrische gedichten ten gunste van de Sultan en leden van zijn hof. Als gevolg hiervan kreeg hij zijn promotie, maar door de complexiteit van de Ottomaanse bureaucratie werd dit nooit op de juiste manier verwerkt. In een van zijn bekendste werken, de brief Şikâyetnâme (شکايت نامه; "Complaint"), uit Fuzûlî zijn woede over de bureaucratie.
Fuzûlî stierf tijdens een uitbraak van de builenpest in 1556. Het is niet bekend of hij aan de builenpest zelf stierf, of aan cholera.

## Geselecteerde bibliografie

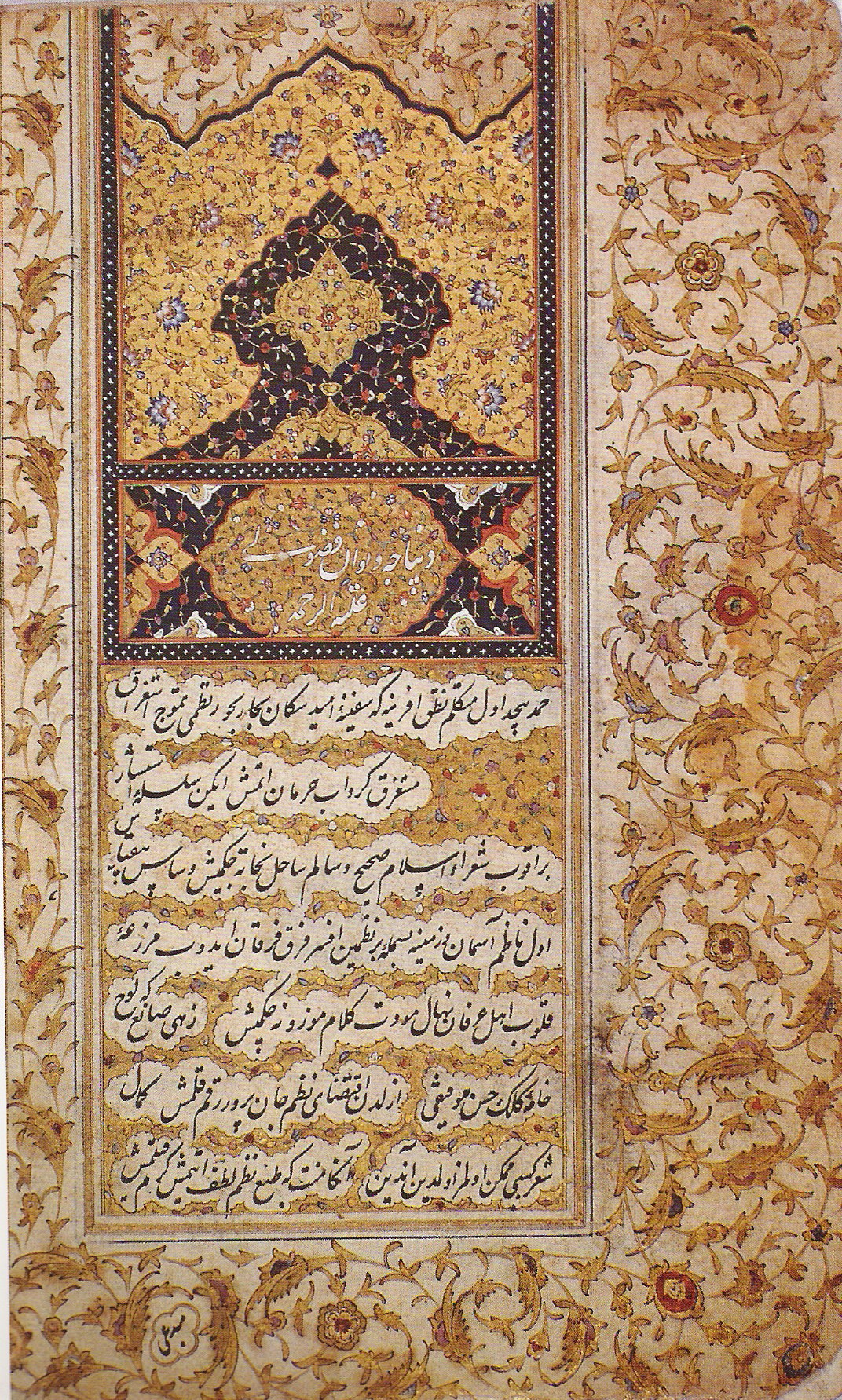
Een pagina uit de verzamelde gedichten van Fuzûlî

### Azerbeidzjaans
- Dîvân ("Verzamelde gedichten")
- Beng ü Bâde (بنگ و باده; "Hasjiesj en Wijn ")
- Hadîkat üs-Süedâ (حديقت السعداء; "Tuin van het genot")
- Dâstân-ı Leylî vü Mecnûn (داستان ليلى و مجنون; "Het epiek van Layla en Majnun")
- Risâle-i Muammeyât (رسال ﻤﻌﻤيات; "Treatise on Riddles")
- Şikâyetnâme (شکايت نامه; "Klacht")

### Perzisch
- Dîvân ("Verzamelde gedichten")
- Anîs ol-qalb (انیس القلب; "Vriend van het hart")
- Haft Jâm (هفت جام; "Zeven kelken")
- Rend va Zâhed (رند و زاهد; "Hedonist and Ascetic")
- Resâle-e Muammeyât (رسال ﻤﻌﻤيات; "Treatise on Riddles")
- Sehhat o Ma'ruz (صحت و معروض; "Gezondheid en Ziekte")

### Arabisch
- Dîvân ("Verzamelde gedichten")
- Matla' ul-İ'tiqâd (مطلع الاﻋﺘﻘﺎد; "De geboorte van hoop")